# Bondoa Adiaba
Clovis Guy Adiaba Bondoa (2 de janeiro de 1987) é um futebolista profissional camaronês que atua como defensor.

## Carreira
Bondoa Adiaba representou a Seleção Camaronesa de Futebol, nas Olimpíadas de 2008. 